# Гленвуд (Арканзас)
Гленвуд (англ. Glenwood) — місто (англ. city) в США, в округах Пайк і Монтгомері штату Арканзас. Населення — 2068 осіб (2020). Розташоване на захід від Гот-Спрінгса в закруті річки Каддо.

## Географія
Гленвуд розташований за координатами 34°19′39″ пн. ш. 93°31′44″ зх. д. / 34.32750° пн. ш. 93.52889° зх. д. (34.327446, -93.528896).  За даними Бюро перепису населення США в 2010 році місто мало площу 23,11 км², з яких 22,69 км² — суходіл та 0,41 км² — водойми.

## Демографія
Згідно з переписом 2010 року, у місті мешкало 2228 осіб у 861 домогосподарстві у складі 581 родини. Густота населення становила 96 осіб/км².  Було 992 помешкання (43/км²). 
Расовий склад населення:
| - 80,4 % — білих - 0,6 % — корінних американців - 0,6 % — азіатів - 0,2 % — чорних або афроамериканців - 16,2 % — осіб інших рас |

До двох чи більше рас належало 2,0 %. Іспаномовні складали 22,1 % від усіх жителів.
За віковим діапазоном населення розподілялося таким чином: 27,8 % — особи молодші 18 років, 54,9 % — особи у віці 18—64 років, 17,3 % — особи у віці 65 років та старші. Медіана віку мешканця становила 35,6 року. На 100 осіб жіночої статі у місті припадало 89,5 чоловіків;  на 100 жінок у віці від 18 років та старших — 84,7 чоловіків також старших 18 років.
Середній дохід на одне домашнє господарство  становив 45 473 долари США (медіана — 31 756), а середній дохід на одну сім'ю — 53 316 доларів (медіана — 38 500). Медіана доходів становила 40 652 долари для чоловіків та 21 818 доларів для жінок. За межею бідності перебувало 27,6 % осіб, у тому числі 44,1 % дітей у віці до 18 років та 8,4 % осіб у віці 65 років та старших.
Цивільне працевлаштоване населення становило 1041 осіб. Основні галузі зайнятості: освіта, охорона здоров'я та соціальна допомога — 22,7 %, виробництво — 15,2 %, мистецтво, розваги та відпочинок — 13,1 %, роздрібна торгівля — 12,1 %.

## Історія
Офіційною датою заснування місто вважається 6 травня 1909. Наприкінці XIX століття тут була прокладена залізниця, що дала початок Гленвуду.

## Відомі люди
- Кларк Дьюк (р. 1985) — американський актор.